# Langdon Place (Kentucky)
Pour les articles homonymes, voir Langdon Place.
Langdon Place est une ville américaine située dans le comté de Jefferson, dans le Kentucky. Selon le recensement de 2020, sa population est de 870 habitants.